# Kirchberg, Zwickau

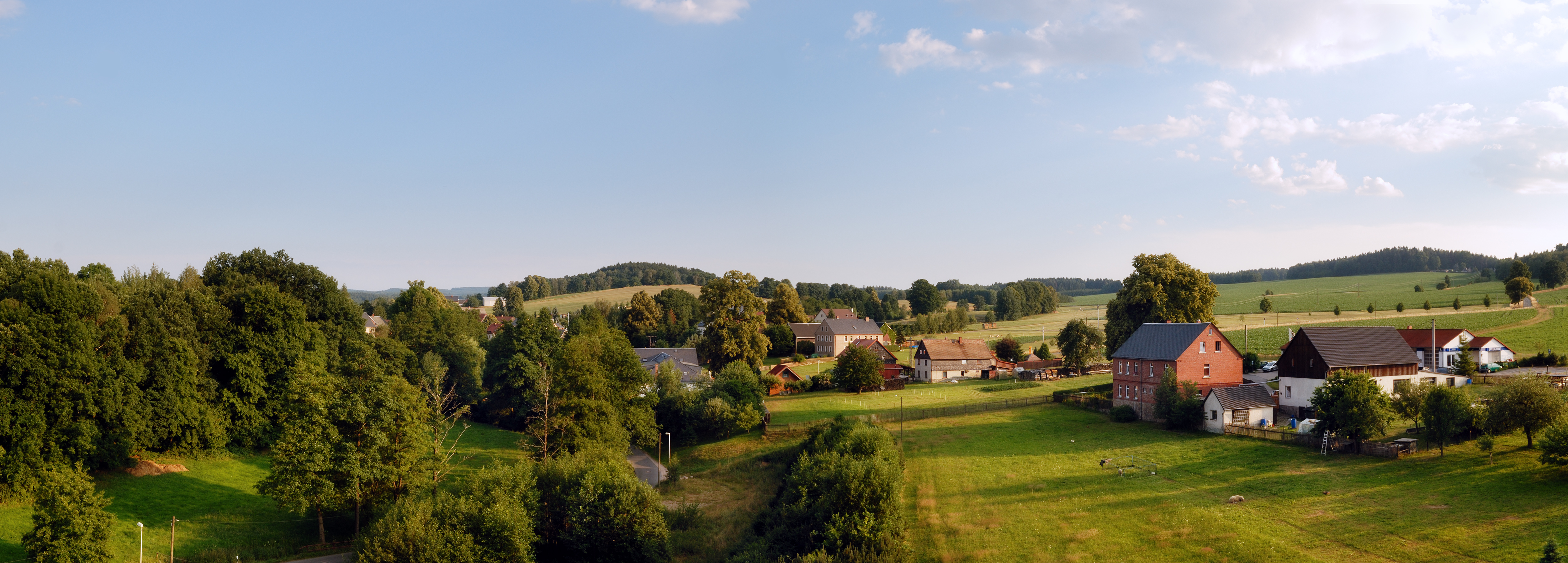
Toàn cảnh Kirchberg

Kirchberg là một thị xã thuộc huyện Zwickau, bang Sachsen, nước Đức. Đô thị này nằm ở cuối phía tây của dãy núi Ore, 11 km về phía nam của Zwickau.